# Garavito (Mondkrater)
Garavito ist ein Einschlagkrater im Süden der Mondrückseite.
Garavito liegt nördlich des großen Kraters Poincaré, nördlich von Hopmann, zwischen Crocco im Westen und Chrétien im Osten. Der Kraterrand ist im Südwesten durch kleinere Einschläge überlagert, im Norden reicht der Kraterrand seines Nebenkraters Y nach Garavito hinein. Der innere Kraterboden zeigt mit Ausnahme sehr kleiner Einschläge kaum Strukturen.
Der Krater ist sehr alt, seine Entstehungszeit fällt in die pränektarische Periode.
Garavito hat vier Nebenkrater:
| Buchstabe | Position            | Durchmesser | Link |
| --------- | ------------------- | ----------- | ---- |
| C         | 44,8° S, 159,14° O  | 24 km       |      |
| D         | 46,37° S, 158,9° O  | 28 km       |      |
| Q         | 49,37° S, 153,93° O | 46 km       |      |
| Y         | 45,53° S, 156,06° O | 53 km       |      |

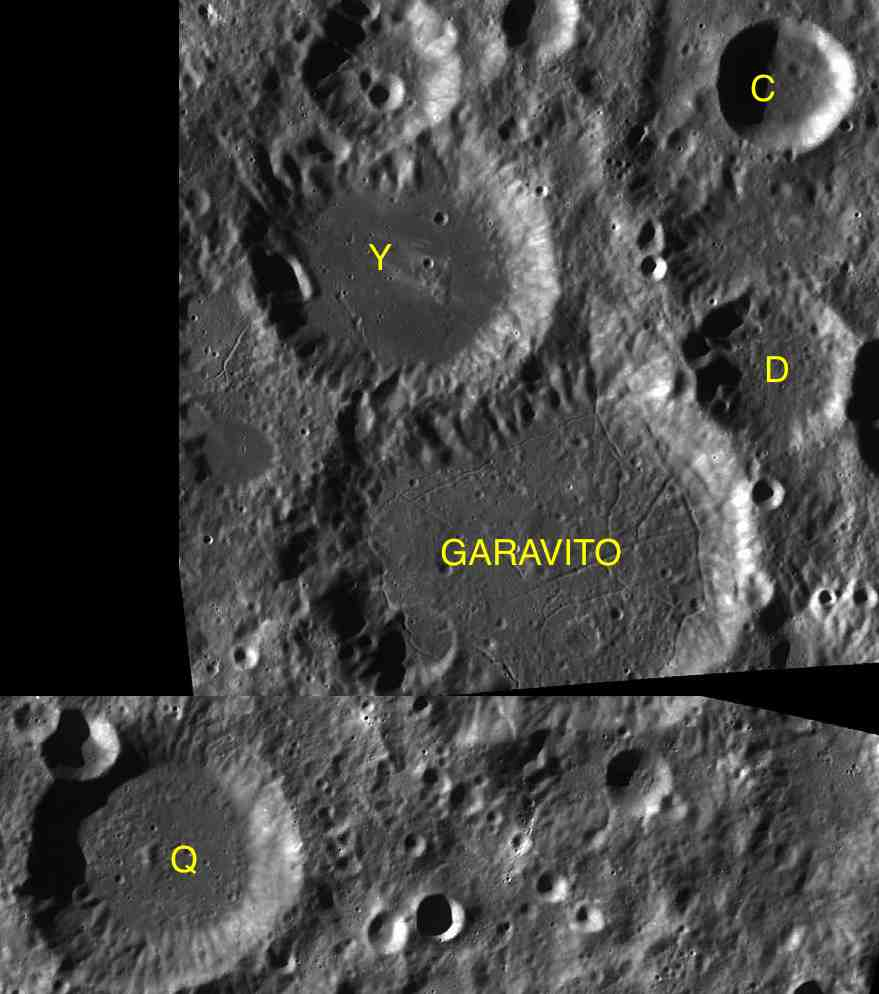
Garavito und seine Nebenkrater

Der Krater wurde 1970 von der IAU offiziell nach dem kolumbianischen Astronomen Julio Garavito Armero benannt. Das Buch  Who's Who on the Moon verwendet den falschen Vornamen José.